# Blutgruppenserologie
Die Blutgruppenserologie ist ein Teilgebiet der Serologie, das sich mit der Analyse des Blutserums hinsichtlich der Blutgruppe befasst.
Die Bestimmung der Blutgruppe erfolgt über die Hämagglutination, die durch ein für die Blutgruppe spezifisches Antiserum ausgelöst wird. Die Reaktion eines Blutgruppenmerkmals mit seinem spezifischen Antikörper führt zunächst zu einem Antigen-Antikörper-Komplex. Dieser Komplex kann bei Komplementaktivierung zur Hämolyse führen.